# 石井聖光
石井 聖光（いしい きよてる、1924年（大正13年）4月5日 - 2025年（令和7年）5月30日）は、日本の学者。専門は建築音響工学ならびに騒音。東京大学名誉教授。

※日本音響学会 「私と音との関わり」

## 略歴
1924年4月5日生まれ。
1947年9月、東京大学工学部建築学科卒業。
1954年12月、同大学助手。
1960年4月、工学博士（東京大学）。
1961年8月、東京大学生産技術研究所助教授。
1970年6月から1985年3月まで、同大学教授。
1985年5月、同大学名誉教授。
1979年から1981年まで、日本音響学会会長を務めた。
2025年5月30日死去。101歳没。